# Нижнекансиярово
Нижнекансиярово (баш. Түбәнге Ҡанһөйәр) — деревня в Балтачевском районе Республики Башкортостан Российской Федерации. Входит в состав Тучубаевского сельсовета.

## География

### Географическое положение
Расстояние до:
- районного центра (Старобалтачёво): 21 км,
- центра сельсовета (Тучубаево): 5 км,
- ближайшей ж/д станции (Куеда): 92 км.

## Население
| 2002 | 2009 | 2010 |
| ---- | ---- | ---- |
| 196  | ↘190 | ↘155 |

Согласно переписи 2002 года, преобладающая национальность — башкиры (92 %).